# Edith Chelimo
Edith Chelimo (* 16. Juli 1986) ist eine kenianische Langstreckenläuferin. Ihre bevorzugten Disziplinen sind Straßenläufe über 10 Kilometer und der Halbmarathon.

## Karriere
Edith Chelimo startete 2004 ihre internationale Karriere und lief hauptsächlich in Großbritannien, Frankreich und den Niederlanden. Bei den Leichtathletik-Juniorenweltmeisterschaften 2004 in Grosseto (Italien) vom 12. bis zum 18. Juli vertrat sie ihr Land im 5000-Meter-Lauf und wurde im Finale Elfte. 2005 erkrankte sie und lief längere Zeit keine Rennen mehr. Ab dem Jahr 2010 nahm sie wieder an internationalen Wettläufen teil. Beim Halbmarathon von Cardiff am 1. Oktober 2017 lief sie eine Zeit von 65:52 min. und belegte mit dieser Zeit Platz 17 der ewigen Weltrangliste (Stand: 31. März 2020). Im selben Jahr gewann Chelimo auch den 20-Kilometer-Klassiker Marseille-Cassis und stellte dabei in 65:58 min. einen neuen Streckenrekord in persönlicher Bestzeit auf.
Edith Chelimos Eltern sind ebenfalls Langstreckenläufer, genauso wie ihre ältere Schwester.

## Persönliche Bestzeiten
- 5000 m, 15:44,0 min, Nairobi (Kenia), 14. Juni 2012
- 10.000 m, 32:36,25 min, Ponzano Veneto, (Italien), 29. Juli 2012
- 5 Kilometer (Straße), 16:23 min., Rennes (Frankreich), 9. Oktober 2011
- 5 Meilen (Straße), 26:40 min., London (Vereinigtes Königreich), 26. März 2011
- 10 km (Straße), 31:07 min, Brunssum (Niederlande), 3. April 2016
- 10 Meilen (Straße), 54:14 min., Twickenham (Vereinigtes Königreich), 16. Oktober 2011
- 20 Kilometer (Straße), 65:58 min., Marseille – Cassis (Frankreich), 29. Oktober 2017
- Halbmarathon, 65:52 min, Cardiff (Vereinigtes Königreich), 1. Oktober 2017[2]

## Erfolge (Auswahl)
- 29. September 2019, Halbmarathon, 1:07:38 h, Glasgow (Vereinigtes Königreich)
- 18. August 2019, 10 Kilometer (Straße), 32:35 min., Iten (Kenia)
- 11. Juli 2019, 10.000 m, 33:07,38 min., Nairobi (Kenia)
- 28. Oktober 2018, Halbmarathon, 1:06:18 h, Valencia (Spanien)
- 26. Mai 2018, 10 Kilometer (Straße), 31:47 min., Ottawa (Kanada)
- 29. Oktober 2017, 20 Kilometer, 1:05:58 h, Cassis (Frankreich)[3]
- 1. Oktober 2017, Halbmarathon, 1:05:52 h, Cardiff (Vereinigtes Königreich)
- 17. April 2016, Halbmarathon,	1:10:38	h, Annecy (Frankreich)
- 3. April 2016, 10 Kilometer (Straße), 31:07 min., Brunssum (Niederlande)
- 6. April 2014, 10 Kilometer (Straße), 32:04 min., Brunssum (Niederlande)
- 24. März 2013, Halbmarathon, 1:11:28 h, Azpeitia (Spanien)
- 29. Juni 2012, 10.000 m, 32:36,25 min., Ponzano Veneto (Italien)
- 31. März 2012, Halbmarathon, 1:11:22 h, Azpeitia (Spanien)
- 16. Oktober 2011, 10 Meilen (Straße), 54:14 min., Twickenham (Vereinigtes Königreich)
- 25. September 2011, 10 Kilometer (Straße), 32:48 min., Swansea (Vereinigtes Königreich)
- 20. März 2011, Halbmarathon, 1:11:22 h, Reading (Vereinigtes Königreich)
- 10. Oktober 2010, Halbmarathon, 1:13:33 h, Peterborough (Vereinigtes Königreich)
- 9. Mai 2010, 10 Kilometer (Straße),	32:53	Bristol (Vereinigtes Königreich)